# Ariadna cephalotes
Ariadna cephalotes är en spindelart som beskrevs av Simon 1907. Ariadna cephalotes ingår i släktet Ariadna och familjen sexögonspindlar. Inga underarter finns listade i Catalogue of Life.